# Efraín Velarde
Efraín „Chispa” Velarde Calvillo (ur. 18 kwietnia 1986 w mieście Meksyk) – meksykański piłkarz występujący na pozycji lewego obrońcy, reprezentant Meksyku.

## Kariera klubowa
Velarde pochodzi ze stołecznego miasta Meksyk i jest wychowankiem akademii juniorskiej tamtejszego klubu Pumas UNAM, do której zaczął uczęszczać na treningi jako trzynastolatek. Do pierwszej drużyny został włączony w wieku osiemnastu lat przez szkoleniowca Hugo Sáncheza i w meksykańskiej Primera División zadebiutował 15 maja 2004 w wygranym 3:2 spotkaniu z Monterrey, w którym strzelił także swojego premierowego gola w najwyższej klasie rozgrywkowej. W swoim debiutanckim, wiosennym sezonie Clausura 2004 zdobył z Pumas tytuł mistrza Meksyku, zaś swoje drugie mistrzostwo zanotował już pół roku później, podczas jesiennych rozgrywek Apertura 2004. W tym samym roku wywalczył również superpuchar Meksyku – Campeón de Campeones. Nie potrafił sobie jednak wywalczyć miejsca w wyjściowym składzie i pełnił wyłącznie rolę głębokiego rezerwowego. W 2005 roku zajął z Pumas drugie miejsce w superpucharze kraju, a także dotarł do finału najbardziej prestiżowych rozgrywek północnoamerykańskiego kontynentu – Pucharu Mistrzów CONCACAF oraz drugiego co do ważności turnieju Ameryki Południowej – Copa Sudamericana.
Podstawowym obrońcą Pumas Velarde został dopiero w 2006 roku, bezpośrednio po przyjściu do drużyny trenera Ricardo Ferrettiego. Mając niepodważalne miejsce w linii defensywy w sezonie Apertura 2007 zdobył ze swoją drużyną tytuł wicemistrza kraju, zaś podczas rozgrywek Clausura 2009 osiągnął trzecie w swojej karierze mistrzostwo Meksyku. W międzyczasie dołączył również do grona najlepszych bocznych obrońców w lidze meksykańskiej i zaczął otrzymywać pierwsze powołania do reprezentacji. W sezonie Clausura 2011 zdobył z ekipą prowadzoną przez szkoleniowca Guillermo Vázqueza swój czwarty tytuł mistrza Meksyku. Ogółem barwy Pumas reprezentował przez ponad dziesięć lat, będąc jedną z najważniejszych figur w nowożytnej historii klubu oraz jednym z liderów zespołu, pełniąc rolę jego wicekapitana.
Latem 2014 Velarde za sumę 3,5 miliona dolarów przeszedł do klubu CF Monterrey, gdzie z miejsca został kluczowym punktem defensywy. Po upływie roku został wypożyczony do Club León, gdzie w sezonie Apertura 2015 jako podstawowy zawodnik doszedł do finału krajowego pucharu – Copa MX, a za sprawą udanych występów jego wypożyczenie zostało przedłużone o kolejny rok. Następnie występował w Deportivo Toluca i Monarcas Morelia. 1 lipca 2020 podpisał kontrakt z Mazatlán FC.
| Sezon     | Klub         | Kraj   | Rozgrywki | Mecze | Bramki |
| --------- | ------------ | ------ | --------- | ----- | ------ |
| 2003/2004 | Pumas UNAM   | Meksyk | Liga MX   | 1     | 1      |
| 2004/2005 | Pumas UNAM   | Meksyk | Liga MX   | 0     | 0      |
| 2005/2006 | Pumas UNAM   | Meksyk | Liga MX   | 4     | 0      |
| 2006/2007 | Pumas UNAM   | Meksyk | Liga MX   | 35    | 0      |
| 2007/2008 | Pumas UNAM   | Meksyk | Liga MX   | 36    | 0      |
| 2008/2009 | Pumas UNAM   | Meksyk | Liga MX   | 42    | 0      |
| 2009/2010 | Pumas UNAM   | Meksyk | Liga MX   | 23    | 0      |
| 2010/2011 | Pumas UNAM   | Meksyk | Liga MX   | 37    | 2      |
| 2011/2012 | Pumas UNAM   | Meksyk | Liga MX   | 32    | 2      |
| 2012/2013 | Pumas UNAM   | Meksyk | Liga MX   | 36    | 3      |
| 2013/2014 | Pumas UNAM   | Meksyk | Liga MX   | 35    | 1      |
| 2014/2015 | CF Monterrey | Meksyk | Liga MX   | 33    | 0      |
| 2015/2016 | Club León    | Meksyk | Liga MX   | 40    | 0      |
| 2016/2017 | Club León    | Meksyk | Liga MX   |       |        |

## Kariera reprezentacyjna
W 2005 roku Velarde został powołany przez argentyńskiego szkoleniowca Humberto Grondonę do reprezentacji Meksyku U-20 na Mistrzostwa Ameryki Północnej U-20. Na honduraskich boiskach pełnił jednak głównie rolę rezerwowego i wystąpił w jednym z trzech możliwych spotkań, ani razu nie wpisując się na listę strzelców. Jego kadra spisała się natomiast poniżej oczekiwań i z bilansem zwycięstwa i dwóch porażek zajęła trzecie miejsce w liczącej cztery zespoły grupie, przez co nie zdołała zakwalifikować się na rozgrywane kilka miesięcy później Mistrzostwa Świata U-20 w Holandii.
W 2006 roku Velarde znalazł się w ogłoszonym przez trenera Pablo Lunę składzie olimpijskiej reprezentacji Meksyku U-23 na prestiżowy towarzyski Turniej w Tulonie, gdzie nie zanotował jednak żadnego występu, zaś jego kadra zajęła trzecie miejsce w grupie, nie kwalifikując się do fazy pucharowej. Dwa lata później został powołany przez Hugo Sáncheza – swojego byłego trenera z Pumas – na północnoamerykański turniej kwalifikacyjny do Igrzyska Olimpijskie w Pekinie. Tam był z kolei jednym z ważniejszych graczy drużyny narodowej i rozegrał dwa z trzech meczów (obydwa w pierwszej jedenastce), zaś Meksykanie ponownie jak trzy lata temu zawiedli oczekiwania i zajęli trzecie miejsce w liczącej cztery drużyny grupie, notując zwycięstwo, remis i porażkę. Wskutek tego nie awansowali ostatecznie na olimpiadę.
W seniorskiej reprezentacji Meksyku Velarde zadebiutował za kadencji selekcjonera José Manuela de la Torre, 4 września 2011 w wygranym 1:0 meczu towarzyskim z Chile. Dwa lata później został powołany na Złoty Puchar CONCACAF, gdzie wystąpił w czterech z pięciu możliwych spotkań (z czego w dwóch w wyjściowym składzie). Jego drużyna, złożona wówczas wyłącznie z graczy występujących na krajowych boiskach, odpadła natomiast z rozgrywek Złotego Pucharu w półfinale po porażce z Panamą (1:2). W 2015 roku znalazł się w ogłoszonym przez Miguela Herrerę rezerwowym składzie reprezentacji na rozgrywany w Chile turniej Copa América. Tam pełnił rolę alternatywnego zawodnika, rozgrywając jeden z trzech meczów, natomiast Meksykanie zakończyli swój udział na tej imprezie w fazie grupowej.